# قانون النسب المتضاعفة

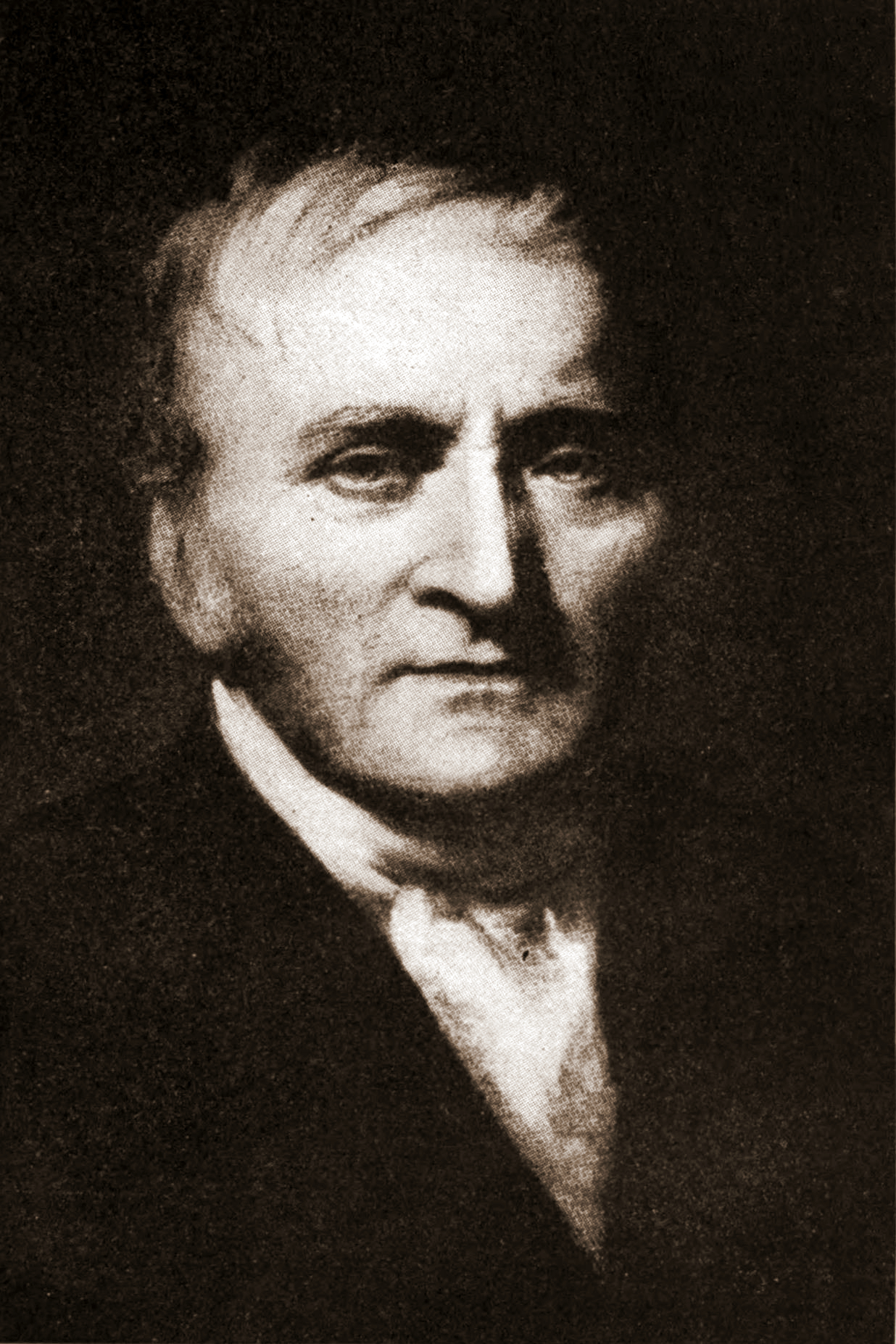
جون دالتون صاحب قانون النسب المتضاعفة

قانون النسب المتضاعفة (المتعدده) هو أحد القوانين الأساسية في قياس اتحادية العناصر واكتشفه الكيميائي الأنكليزي جون دالتون سنة 1803.
ينص القانون على أنه عند اتحاد عنصران كيميائيان، وتكوين أكثر من مركب واحد، فإن النسبة بين الكتل المختلفة من أحد العنصرين التي تتحد مع كتلة ثابتة من العنصر الآخر تكون نسبة عددية صحيحة وبسيطة. مثلا يتفاعل الأكسجين والكربون ليشكلا أول أكسيد الكربون (CO) أو ثاني أكسيد الكربون (CO2)، ولكن لا يمكن تشكيل CO1.3.
بالإضافة إلى أنه ينص على أنه إذا شكل العنصران الكيميائيان المتفإعلان أكثر من مركب كيميائي واحد، فإن نسب الكتل للعنصر الثاني إلى الكتلة الثابتة للعنصر الأول ستكون أيضا نسبة عددية صحيحة وبسيطة.

## أمثلة
- أكاسيد الكبريت

وإذا كان الكبريت يتفاعل مع الأكسجين في ظروف معينة، فإن 32 غراما من الأكسجين مطلوبة أيضا ل 32 غراما من الكبريت، بحيث يتفاعل كلاهما مع بعضها البعض دون وجود فائض متبقي من أحد المتفاعلات. لإنتاج مركب آخر ممكن من الكبريت والأكسجين، هناك حاجة إلى 48 غراما من الأكسجين ل 32 غراما من الكبريت. تتفاعل جماهير الأكسجين، التي تتفاعل في الحالتين مع 32 جرام من الكبريت، كما 32:48 أو تقصير 2: 3.
ويمكن تفسير هذه الملاحظة بسهولة بفرضية دالتون الذرية، التي تنص على أن العناصر الكيميائية تتكون من ذرات متطابقة، في حين أن المركبات الكيميائية هي مزيج من ذرات عنصرين أو أكثر في نسب رقمية معينة. ومن الواضح أن المركب الثاني المذكور يحتوي على عدد ونصف المرات من ذرات الأوكسجين كأول ذرة، بحيث تكون الصيغ الممكنة حسابيا للمركبات المشكلة تنشأ فقط من الملاحظة الموصوفة
SXO2 و SxO3 أو
SXO4 و SxO6
إلخ
يكون ضيقا. في الواقع، والمركب الأول هو ثاني أكسيد الكبريت SO2، والمركب الثاني هو ثالث أكسيد الكبريت SO3.
- أكاسيد الهيدروجين

من أجل إنتاج المياه في تفاعل كيميائي، مطلوب اثنين غرام من الهيدروجين لكل 16 غراما من الأكسجين. في إنتاج مادة أخرى، وجد أن غرام واحد من الهيدروجين مطلوب لكل 16 غراما من الأوكسجين. إذا كان من المعروف أن الصيغة H2O للمياه معروفة، فإن هذه المعلومات وحدها تعدل الصيغ الممكنة للمادة غير المعروفة إلى هو أو H2O2. ويظهر فحص أوثق أنه هو بيروكسيد الهيدروجين مع الصيغة H2O2.
- أكاسيد النيتروجين

في أكاسيد النيتروجين الخمسة N2O، نو، N2O3، NO2 و N2O5، تضاف كتلة الأكسجين 16 و 32 و 48 و 64 و 80 غراما إلى 28 غراما من النيتروجين (N2). هذه الكتلة الأكسجين هي في نسبة 16: 32: 48: 64: 80 أو تقصير 1: 2: 3: 4: 5.

## التاريخ
ان أول من أوجد قانون النسب المتضاعفة هو العالم الإنجليزي جون دالتون حيث فسرت نظريته (النظرية الذرية)التي أوجدها حوالي عام 1803 قانون النسب المتضاعفة.وبعده جاء العالم لوي جوزيف غي-لوسك ليطبق النظرية بقانون رياضي عملي.

## أمثلة
عند تكوين مركبين مختلفين من نفس العنصرين فان كتلتي أحد العنصرين اللتين تتفاعلان مع كتلة ثابتة من العنصر الآخر تكونان في شكل نسبة عددين بسيطين وصحيحين.
ضغط الغاز / درجة الحراة المطلقة = مقدار ثابت ويمكن كتابة العلاقة بالشكل التالي :
p1/T1 = p2/T2.
وبناءً على هذا القانون تكون حجوم الغازات الداخلة في التفاعل والناتجة عنه مرتبطة بنسب مكوّنة من أعداد صحيحة وبسيطة عند نفس الظروف من الضغط ودرجة الحرارة.وفي معادلة الماء مثلا:
O2 + 2H2 = 2H2O.
في هذا التفاعل وغيره من التفاعلات نرى أن الغازات تتفاعل بنسب حجمية ثابتة مكوّنة من أعداد صحيحة وصغيرة عند ثبوت الضغط ودرجة الحرارة.
وترتبط الغازات بالنسب الحجمية التالية :
حجم واحد من O2 : حجمين من H2 : حجمين من بخار الماء H2O.
بمعنى لو تفاعل لترين من غازالأكسجين فإنّه سيتفاعل 4 لترات من غاز الهيدروجين وينتج 4 لترات من بخار الماء.ولو تفاعل 10 لترات من غاز الأكسجين فإنّه سيتفاعل 20 لتر من غاز الهيدروجين وينتج 20 لتر من بخار الماء.
الجدول الأول
| مجمع           | جدول التفاعلات | الهدروجين | كتلة النيتروجين | كتلة الأوكسجين | مجمع التفاعلات الرياضية | الهيدروجين النيتروجين |     |
| اكسيد النيتريك | 15.0 g         | -         | 7.0 g           | 8.0 g          | -                       | 7.0                   | 8.0 |
| الأمونيا       | 8.5 g          | 1.5 g     | 7.0 g           | -              | 1.5                     | 7.0                   | -   |
| الماء          | 9.0 g          | 1.0 g     | -               | 8.0 g          | 1.0                     | -                     | 8.0 |